# أسغارد (كومكس)
أسغارد (بالإنجليزية: Asgard)‏ هي عالم خيالي يظهر في القصص المصورة الأمريكية [الإنجليزية] التي نشرتها مارفل كومكس. استنادًا إلى عالم يحمل نفس الاسم من الميثولوجيا الإسكندنافية، تعد اسغارد موطنًا للأسغارديين والكائنات الأخرى من الميثولوجيا الإسكندنافية. ظهرت أسغارد لأول مرة في رحلة للغموض [الإنجليزية] العدد # 83 (أكتوبر 1962)، تأليف ستان لي ولاري لايبر وجاك كيربي، وتتميز بشكل بارز في القصص التي تتبع لأبطال مارفل كوميكس الخارقين. 
ظهرت أسغارد في القصص المصورة وأفلام عالم مارفل السينمائي، ثور (2011)، ثور: العالم المظلم (2013)، المنتقمون: عصر ألترون (2015)، ثور: راجناروك (2017) والمنتقمون: الحرب اللانهائية (2019).